# Умовно замінні амінокислоти
Умовно незамінні амінокислоти — виробляються тільки за необхідності з інших амінокислот, і лише тоді, коли організм не схильний до хвороб або стресів. Наприклад, синтез таких речовин може бути порушений у новонароджених або в похилому віці. Умовно незамінні амінокислоти, так само, як і інші різновиди, значимі в своєму сегменті впливу. До таких амінокислот належать аргінін, гістидин, цистеїн, тирозин, пролін, глютамін.
Всі амінокислоти в людському організмі поділяються на три групи: незамінні, умовно незамінні та замінні.

## Приклади умовно замінних амінокислот
|         |
| Аргінін |

|          |
| Гістидин |

|         |
| Цистеїн |

|         |
| Тирозин |

|        |
| Пролін |

|          |
| Глютамін |

## Опис умовно замінних амінокислот
- Аргінін Дану речовину організм здорової людини здатний виробляти самостійно в необхідній кількості. У той же час у людей похилого віку, дітей і підлітків процеси синтезу аргініну значно уповільнені, що не покриває необхідну добову дозу. Саме тому цей елемент відносять до умовно замінних.
Метаболізм аргініну є різноспрямованим. По-перше, амінокислота включається в анаболічні реакції синтезу поліпептидних ланцюгів та за умов їх швидкого перебігу стає незамінною. Вказані особливості анаболізму спостерігаються переважно в дітей. Цікаво, що в людей літнього віку аргінін відноситься до незамінних амінокислот, хоча синтетичні процеси в даній групі людей знижені. Здорова доросла людина повністю покриває потребу в аргініні, проте, при цілій низці станів виникає дефіцит вказаної амінокислоти.
Аргінін відіграє роль у розширенні кровоносних судин, сприяє виведенню токсичних продуктів білкового метаболізму, важливий для метаболізму м'язів, стимулює роботу підшлункової залози виробляє інсулін, бере участь в утворенні орнитину і креатину. Міститься в овочах, зеленій цибулі, картоплі.
- Гістидин[1] амінокислота, про незамінність якої до сих пір не вщухають суперечки. У 1940-і рр. W.C. Роуз виявив парадоксальний факт: гістидин незамінний для щурів та інших тварин, але замінний для здорової дорослої людини. Значна її кількість міститься в паренхіматозних органах (білках печінки, нирок) та гемоглобіні. У складі гемоглобіну забезпечує буферну ємність еритроцитів стимулює кровообіг, регулює синтез фолієвої і нуклеїнових кислот. Бере участь в утворенні червоних і білих кров'яних тілець. Є в редисці, огірках, ріпі, часнику і яблуках.
- Цистеїн стабілізує структуру білка і сприяє утворенню колагену, тим самим незамінний для здоров'я шкіри, волосся і нігтів. Цистеїн сприяє більш швидкому відновленню і підтримці хорошої фізичної форми. Оскільки організм не може самостійно виробляти достатню кількість ендогенного цистеїну, під час фізичної роботи потрібно його підвищену кількість. Міститься в продуктах харчування з високим вмістом білка.
- Тирозин може вироблятись з фенілаланіну, є попередником нейромедіаторів норадреналіну і дофаміну, які регулюють настрій; підтримує роботу щитоподібної залози. Необхідний для виробництва нейромедіаторів дофаміну, адреналіну і норадреналіну, а також для шкірного пігменту, меланіну. Ця амінокислота, разом з йодом, бере участь у виробництві гормонів щитоподібної залози, тобто нормалізує її роботу, покращує функції надниркових, щитоподібної залози і гіпофізу. Тиреоїдні гормони утворюються при приєднанні до тирозину атомів йоду. Низький вміст тирозину в плазмі пов'язаний з гіпотиреозом.
- Пролін[2] формує сполучну тканину і створює колаген, і тому важливий для формування суглобів. В організмах людини і тварин можливий синтез з орнітину або глутамінової кислоти.
- Глютамін головний будівельний елемент м'язової тканини, підвищує рівень гормону росту, виступає як джерело енергії. Ця амінокислота генерується природним чином в людському тілі, однак її також можна отримати і з продуктів харчування.